# Gens Albinia
La gens Albinia era una gens plebea romana durante i primi secoli della Repubblica. Il primo membro illustre di questa gens fu Lucio Albinio Patercolo, uno dei primi uomini a ricoprire la carica di tribuno della plebe, dopo la sua creazione nel 494 a.C.. Il gentilicum nomen Albinio è derivato probabilmente dal cognomen Albinus, una forma di Albus, che significa "bianco".

## Itria nominausati dalla gens
Gli Albinii usarono i praenomina Lucius, Gaius e Marcus. L'unico cognomen associato agli Albinii fu Paterculus, un diminutivo di pater, che può essere tradotto come "piccolo padre", "zio" o "papà".

## Membri illustri della gens
- Lucio Albinio Paterculo (Lucius Albinius Paterculus): vissuto nel V secolo a.C., fu tribuno della plebe nel 494 a.C.;
- Lucio Albinio (Lucius Albinius): vissuto nel IV secolo a.C., fece portare i sacerdoti e le vestali da Roma a Caere prima del sacco di Roma del 390 a.C.;
- Marco Albinio (Marcus Albinius): vissuto nel IV secolo a.C., fu tribunus militum consulari potestate nel 379 a.C..